# Zińky
Zińky (ukr. Зіньки) – wieś na Ukrainie, w obwodzie chmielnickim, w rejonie szepetowskim, w hromadzie Biłohirja. W 2001 liczyła 272 mieszkańców, spośród których 268 wskazało jako ojczysty język ukraiński, a 4 rosyjski.